# スチュアート郡 (テネシー州)
スチュアート郡（スチュアートぐん、英: Stewart County）は、アメリカ合衆国テネシー州の北部に位置する郡である。2010年国勢調査での人口は13,324人であり、2000年の12,370人から7.7%増加した。郡庁所在地はドーバー市（人口1,417人）であり、同郡で人口最大の都市でもある。
スチュアート郡はクラークスビル大都市圏に属する4郡の1つである。郡内には、南北戦争のときに北軍がカンバーランド川を進んできたことに対して、南軍が強く抵抗した場所であるドネルソン砦がある。

## 歴史
おそらく米英戦争のときに、スチュアート郡にあるトバコポート硝石洞窟が大々的に採掘された。硝石は弾薬の主成分であり、洞穴の土を濾して得られる。南北戦争のときは、その初期にこの地域を北軍が支配することになったので、その時期に採掘が行われた可能性は低い。

## 政治
スチュアート郡は昔から民主党支持の郡であり、アメリカ合衆国下院議員テネシー州第8選挙区に属しているが、ブルードッグ民主党（中道から保守系）のジョン・S・タナーが代表になっている。
しかし、大統領選挙では共和党寄りになりつつある。2008年の場合は、共和党のジョン・マケインが郡総投票数の53.7%を獲得した。このことで1世紀以上にわたって続いていた共和党の敗北を終わらせた。そのような郡はテネシー州でスチュアート郡しかなかった。民主党も1968年にアメリカ独立党のジョージ・ウォレスに敗北したことがあったが、それ以来の敗北となった。

## 地理
アメリカ合衆国国勢調査局に拠れば、郡域全面積は493平方マイル (1,280 km2)であり、このうち陸地458平方マイル (1,190 km2)、水域は35平方マイル (91 km2)で水域率は7.04%である。

### 隣接する郡
- トリッグ郡 (ケンタッキー州) - 北
- クリスチャン郡 (ケンタッキー州) - 北東
- モンゴメリー郡 - 東
- ヒューストン郡 - 南
- ベントン郡 - 南西
- ヘンリー郡 - 西
- カロウェイ郡 (ケンタッキー州) - 北西

### 国立保護地域
- クロスクリークス国立野生生物保護区
- ドネルソン砦国立戦場跡（部分）
- ランド・ビトウィーン・ザ・レイクス国立レクリエーション地域(部分）

## 人口動態

人口ピラミッド

以下は2000年の国勢調査による人口統計データである。
| 基礎データ - 人口: 12,370人 - 世帯数: 4,930 世帯 - 家族数: 3,653 家族 - 人口密度: 10人/km2（27人/mi2） - 住居数: 5,977軒 - 住居密度: 5軒/km2（13軒/mi2） 人種別人口構成 - 白人: 95.27% - アフリカン・アメリカン: 1.29% - ネイティブ・アメリカン: 0.61% - アジア人: 1.46% - 太平洋諸島系: 0.05% - その他の人種: 0.23% - 混血: 1.10% - ヒスパニック・ラテン系: 1.00% | 年齢別人口構成 - 18歳未満: 23.9% - 18-24歳: 7.5% - 25-44歳: 28.4% - 45-64歳: 25.4% - 65歳以上: 14.9% - 年齢の中央値: 39歳 - 性比（女性100人あたり男性の人口） - 総人口: 99.1 - 18歳以上: 96.5 世帯と家族（対世帯数） - 18歳未満の子供がいる: 31.5% - 結婚・同居している夫婦: 62.3% - 未婚・離婚・死別女性が世帯主: 8.1% - 非家族世帯: 25.9% - 単身世帯: 23.1% - 65歳以上の老人1人暮らし: 10.8% - 平均構成人数 - 世帯: 2.49人 - 家族: 2.91人 | 収入と家計 - 収入の中央値 - 世帯: 32,316米ドル - 家族: 38,655米ドル - 性別 - 男性: 31,106米ドル - 女性: 21,985米ドル - 人口1人あたり収入: 16,302米ドル - 貧困線以下 - 対人口: 12.4% - 対家族数: 10.6% - 18歳未満: 12.9% - 65歳以上: 15.6% |

## 都市と町
- バンパスミルズ
- カンバーランドシティ
- ドーバー - 郡庁所在地

## メディア
郡内にはFM2局、AM1局のラジオ局が放送を流している。